# Myloxena vicina
Myloxena vicina är en skalbaggsart som beskrevs av Moser 1926. Myloxena vicina ingår i släktet Myloxena och familjen Melolonthidae. Inga underarter finns listade i Catalogue of Life.